# Parafia Wniebowzięcia Najświętszej Maryi Panny w Osieku
Parafia pw. Wniebowzięcia Najświętszej Maryi Panny w Osieku – parafia należąca do dekanatu rypińskiego, diecezji płockiej, metropolii warszawskiej. Erygowana w XIV wieku.

## Historia
Parafia powstała w pierwszej połowie XIV w. Pierwsza wzmianka o istnieniu kościoła parafialnego pochodzi z 1407 r. i zachowana jest we fragmencie spisu poborowego dla powiatu rypińskiego. Obecną świątynię w stylu gotyckim zbudowano zapewne na przełomie XIV/XV w. W 1618 r. umieszczono w świątyni obraz Świętej Rodziny, który wkrótce został uznany za cudowny. Potwierdził to dekretem z dnia 11 listopada 1691 r. biskup płocki Stanisław Dąbski. W 1796 r. do kościoła dobudowano prezbiterium. Z inicjatywy Kajetana Sierakowskiego, senatora Królestwa Polskiego, kościół został gruntownie odnowiony w pierwszej połowie XIX w. Wówczas dobudowano zakrystię i chór muzyczny. Dalsze prace restauracyjne kontynuowano w 1893 r. 
Po II wojnie światowej w latach 1951-1955 przeprowadzono generalny remont wnętrza świątyni i położono polichromię, którą wykonał B. Marschall. Dnia 25 czerwca 1995 r. cudowny obraz znajdujący się w kościele parafialnym został koronowany. Z zabytków sztuki sakralnej na uwagę zasługują: obraz św. Rodziny z XVII w., ołtarz barokowy z 1693 r., zabytkowa barokowa ambona z XVII w., monstrancja z XVII w., kielich barokowy z XVII w. oraz pacyfikał z końca XVII w.